# Toronto Maple Leafs
Die Toronto Maple Leafs (IPA: [təˈɹɑntoʊ 'meɪpəl liːfs]; offiziell Toronto Maple Leaf Hockey Club) sind ein kanadisches Eishockeyfranchise der National Hockey League aus Toronto in der Provinz Ontario. Die Mannschaft wurde als Toronto Arenas im Jahr 1917 gegründet und nahm zu Beginn der Saison 1917/18 den Spielbetrieb auf. Nach mehreren Umbenennungen firmiert der Verein seit 1927 als Toronto Maple Leafs, seit 1928 sind die Teamfarben wieder Blau und Weiß. Die Heimspiele werden seit 1999 in der Scotiabank Arena (bis 2018: Air Canada Centre) ausgetragen, die sich, wie auch die Mannschaft, im Besitz der Maple Leaf Sports & Entertainment befindet.
Das Franchise ist (neben den Montréal Canadiens) eine von zwei kanadischen Original-Six-Mannschaften und mit 13 Stanley-Cup-Siegen nach den Canadiens die Mannschaft mit den zweitmeisten Stanley-Cup-Erfolgen. Der Gegensatz zwischen den Canadiens und den Maple Leafs gilt als die „größte Rivalität im Eishockey“ und hat auch Eingang in die kanadische Literatur gefunden. Vor allem in den 1940er und 1960er Jahren gehörte Toronto zu den besten Teams der Liga und feierte diverse Erfolge. In der Folge stellte sich jedoch eine lange Phase der Erfolglosigkeit ein, die erst in den 1990er Jahren teilweise überwunden wurde.

## Geschichte

### Toronto Arenas und St. Patricks

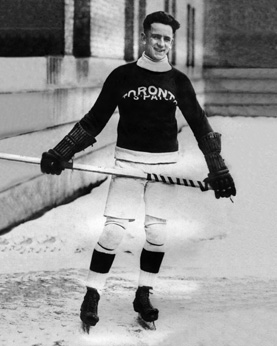
Corb Denneny spielte für die Arenas, St. Patricks und Maple Leafs

Im Zuge des Ersten Weltkrieges geriet die ostkanadische National Hockey Association in Schwierigkeiten: Zum einen war eine Mannschaft, das Toronto 228th Bataillon, geschlossen in den Krieg gezogen. Darüber hinaus gab es Streitigkeiten zwischen den Besitzern der Mannschaften, insbesondere mit Eddie Livingstone, dem Inhaber der Toronto Blueshirts. Um seinem Einfluss zu entkommen, gründeten die Teams aus Montreal, Ottawa und Québec 1917 die National Hockey League. Da die Blueshirts nicht Teil dieser Liga sein sollten, wurde eine neue Mannschaft in Toronto gegründet. Zunächst noch namenlos, da Livingstone die Namensrechte an zahlreichen ehemaligen Teams aus Toronto besaß, wurde die Mannschaft später als Toronto Arenas bekannt. Die Arenas gewannen bereits in ihrer ersten Saison den Stanley Cup, ihnen ging jedoch schon Ende der zweiten Saison das Geld aus.
Nachdem die Arenas am 20. Februar 1919 nicht mehr angetreten waren, wurde die reguläre Saison vorzeitig beendet. Am 26. November 1919 übernahm eine Gruppe um Fred Hambly die stillgelegte Lizenz der Arenas. Das Team sollte ursprünglich in Tecumsehs umbenannt werden, schließlich entschied man sich jedoch für Toronto St. Patricks, was am 7. Dezember 1919 offiziell bekannt gegeben wurde. Mit dem Namen des irischen Nationalheiligen wollte man die irische Bevölkerungsgruppe in Toronto zu den Heimspielen der Mannschaft locken. Die Farben wurden entsprechend dem irischen Namenspatron in grün und beige geändert. 1922 gewannen die St. Patricks im Finale gegen die Vancouver Millionaires den Stanley Cup. Während der Finalserie musste die Mannschaft zahlreiche Verletzungen verkraften, sodass Millionaires-Manager Lester Patrick ihnen vor dem vierten Spiel erlaubte, sich einen beliebigen Verteidiger aus Ostkanada zusätzlich ins Team zu holen. Die St. Patricks wählten Eddie Gerard von den Ottawa Senators und gewannen mit ihm das vierte Spiel. Gerard spielte dabei eine so wichtige Rolle, dass die Millionaires ihre Erlaubnis für das entscheidende fünfte Spiel widerriefen- dieses Mal siegten die St. Patricks allerdings auch ohne Gerard und gewannen damit den Cup.

### Die Ära Conn Smythe

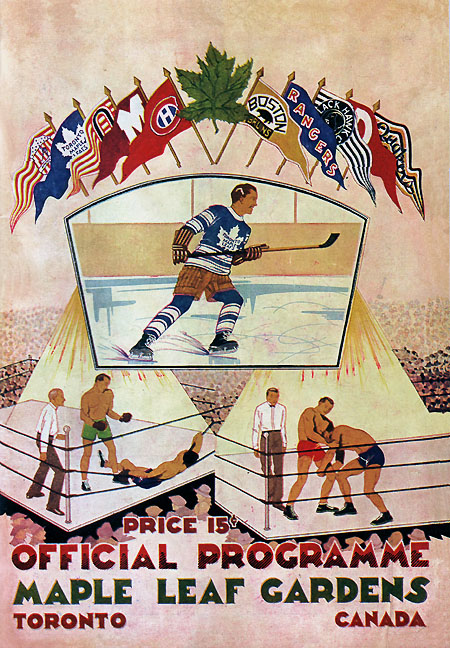
Programm des ersten Spiels im Maple Leaf Gardens

1926 versuchte eine Investorengruppe das Team nach Philadelphia umzusiedeln. Am 14. Februar 1926 kaufte jedoch stattdessen Conn Smythe, einer der bekanntesten Funktionäre der NHL-Geschichte, die St. Patricks für 160.000 Dollar und benannte sie in Toronto Maple Leafs um. Ursprung der Namensgebung war das Ahornblattabzeichen der kanadischen Truppen im Ersten Weltkrieg, mit denen auch Smythe gedient hatte. Für die erste Saison behielt das Team die Farben grün und weiß. So durfte die Mannschaft zu den neuen Trikots, die nun ein Ahornblatt und den Schriftzug Toronto trugen, den Rest der Ausrüstung weiterhin benutzen. In der Saison 1927/28 wechselte das Team zu den Farben blau und weiß. Die Gründe für die Farbwahl sind ungeklärt: Eine Theorie besagt, dass Smythe an den blau-weißen Trikots der University of Toronto Blues Gefallen gefunden hatte, nach einer anderen Interpretation symbolisieren die Farben Blau und Weiß Himmel und Schnee.
Trotz Rezession begann Smythe 1931 den Bau der Maple Leaf Gardens und am 12. November 1931 bestritten die Leafs dort ihr erstes Spiel. Im ersten Jahr in ihrer neuen Arena gewannen sie auch sogleich den Stanley Cup.

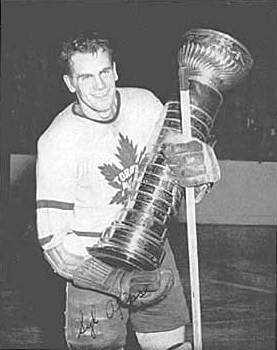
Syl Apps 1942 mit dem Stanley Cup

1932 gewannen die Leafs die Halbfinalserie mit 3:2-Siegen gegen die Boston Bruins. Das entscheidende Tor wurde dabei erst in der sechsten Verlängerung erzielt. Das Finale verloren sie jedoch gegen die New York Rangers. In den folgenden sieben Jahren erreichten die Maple Leafs fünf Mal das Finale, bestritten aber keines erfolgreich.
Am 14. Februar 1934 fand in Toronto das erste NHL All-Star Game zugunsten von Ace Bailey statt, der nach einer im Spiel gegen die Boston Bruins erlittenen Verletzung seine Karriere hatte aufgeben müssen. Das Spiel, bei dem die Leafs gegen eine Auswahl der besten Spieler der Liga antraten, endete mit 7:3 für Toronto. Nach dem Spiel sperrten die Maple Leafs Baileys Rückennummer 6, sie wird seitdem an keinen Torontoer Spieler mehr vergeben. Damit wurde zum ersten Mal in der NHL eine Nummer von einem Verein gesperrt.
Ihren nächsten Stanley Cup gewannen die Leafs 1942. In der Best-of-Seven-Serie gegen die Detroit Red Wings gelang es den Leafs einen 0:3-Rückstand aufzuholen und die Serie mit 4:3 für sich zu entscheiden. Damit war es erstmals in der Geschichte der NHL einer Mannschaft gelungen nach einem 0:3-Rückstand eine Playoffserie siegreich zu gestalten. Der nächste Cup-Gewinn erfolgte 1945, erneut durch ein 4:3 gegen die Red Wings.
Zwischen 1947 und 1949 gewann die Mannschaft drei Cups in Folge und setzte sich in den Finalspielen gegen die Montréal Canadiens und Detroit Red Wings durch. Dadurch gelangen den Maple Leafs als erstes NHL-Team der Historie drei Stanley-Cup-Siege in Folge. Für Trainer Hap Day, der die Leafs seit 1941 betreute, war der Sieg von 1949 der insgesamt fünfte Triumph.
Auch das Finale 1951 wurde von den Leafs gewonnen. Bill Barilko schoss das entscheidende Tor im fünften Spiel der Finalserie. Drei Monate später starb der junge Verteidiger bei einem Flugzeugabsturz. Seine Leiche wurde erst zehn Jahre später entdeckt. In den 50er Jahren dominierten die Detroit Red Wings und Montréal Canadiens die Liga, die Leafs erreichten erst 1959 und 1960 wieder das Finale. Beide Male unterlagen sie den Canadiens.

### Die 1960er Jahre: Die letzten großen Erfolge
1961 verkaufte Conn Smythe sein Team an Harold Ballard, John Bassett und an seinen Sohn Stafford Smythe. In den folgenden drei Jahren gewannen die Maple Leafs unter Trainer Punch Imlach und mit Spielern wie Frank Mahovlich, Dave Keon, Red Kelly, Johnny Bower, Andy Bathgate und Tim Horton jeweils den Stanley Cup.
Im Jahre 1967 kam es zum bisher letzten Duell im Finale zwischen den Canadiens und den Maple Leafs. Dabei wurden die Canadiens von den meisten Experten favorisiert: Die Leafs galten als eine Mannschaft voller ehemaliger Größen, die ihre beste Zeit hinter sich hatten. Die Leafs sorgten jedoch für eine Überraschung und besiegten Montréal mit 4:2. Dies war das bis heute letzte Mal, dass die Mannschaft im Finale stand. 1968 verpassten die Maple Leafs die Playoffs, und 1969 unterlagen sie in der ersten Runde den Boston Bruins mit 0:4, wobei zwei Spiele in Boston mit 0:10 und 0:7 verloren gingen. Sofort nach diesem Ausscheiden wurde der langjährige Trainer Punch Imlach entlassen.

### 1970er und 1980er Jahre
In den 1970er Jahren – Harold Ballard war inzwischen Alleineigentümer des Vereins – erreichten die Leafs zwar regelmäßig die Playoffs, konnten allerdings keinen weiteren Stanley-Cup-Erfolg verbuchen. Anfang der 1970er waren Dave Keon und Norm Ullman die Stützen der Mannschaft. Der NHL Amateur Draft 1970 brachte den Leafs mit Darryl Sittler einen Topscorer und 1973 einen weiteren Topstürmer mit Lanny McDonald. Aus Schweden kam Börje Salming dazu, der erste Europäer, der in der NHL zum Star wurde. Als die World Hockey Association als Konkurrenz zur NHL entstand, wurde diese von den Maple Leafs unterschätzt: Im Gegensatz zu anderen Mannschaften unterließ Toronto es, seine wichtigen Spieler vertraglich zu binden und verlor in der Folge mehrere Leistungsträger und Talente an WHA-Mannschaften.
Die Erfolglosigkeit der Leafs setzte sich in den 1980er Jahren fort: Trainer und General Manager wechselten oft und 1982 wurde auch Starspieler Daryl Sittler auf eigenen Wunsch hin zu den Philadelphia Flyers transferiert. Die Leafs waren zwar eine der wirtschaftlich erfolgreichsten Mannschaften der Liga: Zwischen 1966 und 1985 wuchsen die Einnahmen der Maple Leaf Gardens Ltd (an der Ballard wiederum der Haupteigentümer war) von 6,5 auf 30,6 Millionen US-Dollar. Sportlich war die Mannschaft aber erfolglos. In der ersten Hälfte der 1980er Jahre standen neben Salming kaum bekannte Spieler im Kader der Leafs. Die Playoffs wurden selten erreicht, und 1981, 1984, 1985 und 1989 belegten die Maple Leafs den letzten Platz in ihrer jeweiligen Division.
Einer der wenigen Vorteile dieser sportlichen Erfolglosigkeit war, dass die Mannschaft aufgrund ihres schlechten Abschneidens frühe Wahlrechte beim NHL Entry Draft erhielt: 1983 wurde Russ Courtnall ausgewählt, 1984 der torgefährliche Verteidiger Al Iafrate. 1985 kam der spätere Kapitän Wendel Clark hinzu und 1986 folgte der Spielmacher Vincent Damphousse.

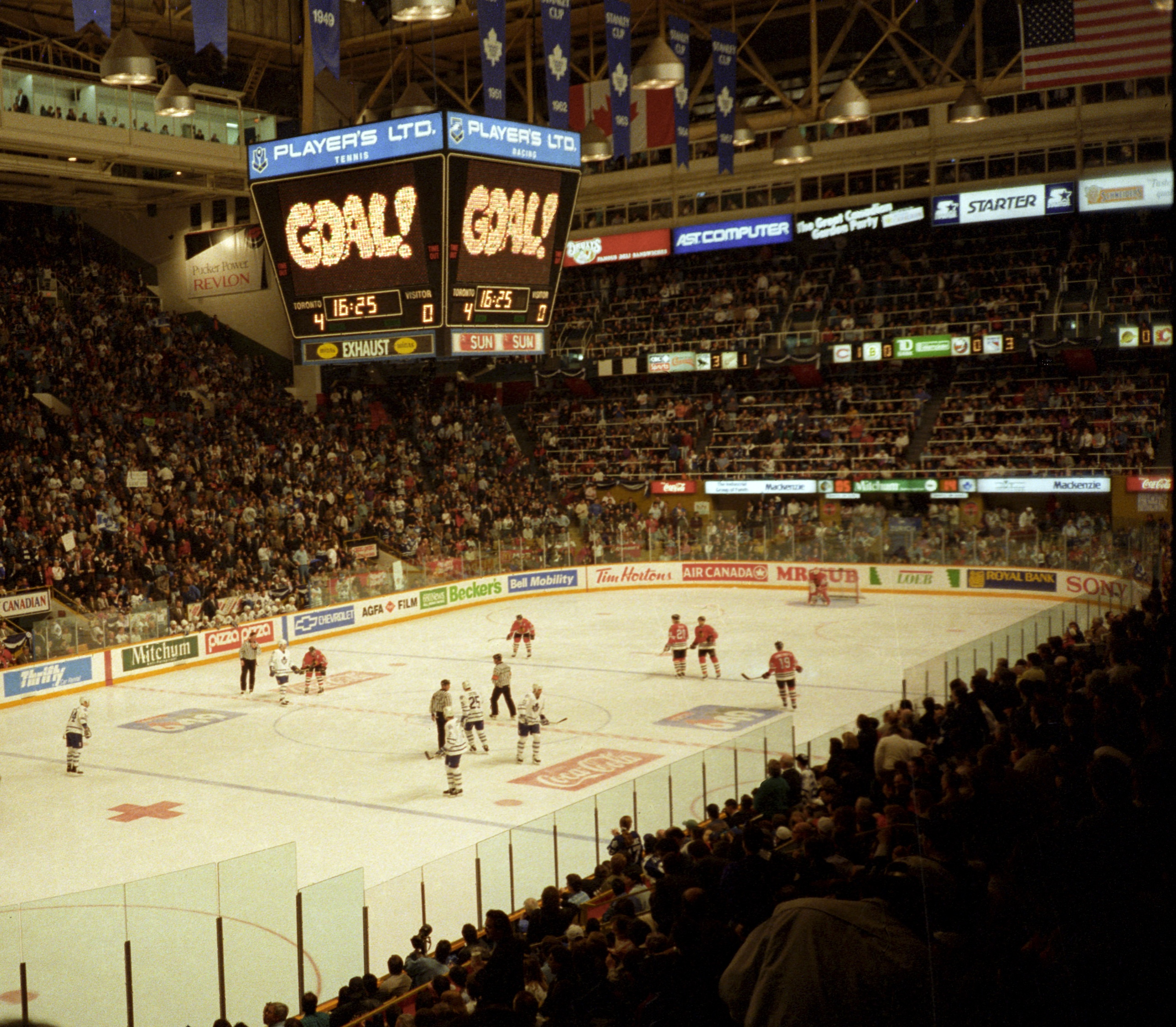
Auftaktspiel der Playoffs 1993/94

### Bessere Zeiten und Arenawechsel
Mit Beginn der 1990er Jahre wurde die Mannschaft wieder erfolgreicher. 1991 wechselte Doug Gilmour von den Calgary Flames nach Toronto und entwickelte sich in der Folgezeit zum Führungsspieler der Leafs. Nachwuchstorhüter Félix Potvin etablierte sich erfolgreich in der NHL und 1992 wurde zudem Dave Andreychuk von den Buffalo Sabres verpflichtet.
1993 erreichte die Mannschaft das Finale der Clarence S. Campbell-Conference, scheiterte jedoch an den Los Angeles Kings um Wayne Gretzky. Trainer Pat Burns erhielt für diesen Erfolg den Jack Adams Award als bester Trainer der NHL. Ein Jahr später standen die Leafs wieder im Finale der in „Western Conference“ umbenannten Campbell-Conference, unterlagen aber den Vancouver Canucks. Harold Ballard war inzwischen verstorben und 1994 kaufte Steve Stavro die Betreibergesellschaft der Leafs. Finanzielle Unterstützung erhielt Stavro dabei vom Rentenfonds der Lehrer in Ontario, der 49 % der Anteile erhielt.
Zur Saison 1994/95 kam Mats Sundin per Transfergeschäft mit den Québec Nordiques zur Mannschaft. Sundin wurde in der Folgezeit Kapitän und in seinen ersten acht Jahren auch jeweils Topscorer der Mannschaft. Ein Jahr nach Sundin wurde der Enforcer Tie Domi verpflichtet. Er hatte in den folgenden Jahren jeweils die meisten Strafzeiten des Teams und genoss eine hohe Popularität bei der Fangemeinde.
1999 zogen die Maple Leafs von der „Maple Leaf Gardens“ in das neue „Air Canada Centre“ um. Inzwischen in der Eastern Conference, erreichten sie mit Trainer Pat Quinn und Spielern wie Mats Sundin, Sergei Beresin und Curtis Joseph im selben Jahr das Conference-Finale, unterlagen aber den Buffalo Sabres. 2000 und 2001 scheiterte die Mannschaft beide Male in der zweiten Play-off-Runde an den New Jersey Devils, 2002 verlor sie im Conference-Finale gegen die Carolina Hurricanes. 2003 erhöhte der Ontario Teachers' Pension Plan seinen Anteil an der Betreibergesellschaft der Maple Leafs und wurde ihr wichtigster Eigner.
Im gleichen Jahr schieden die Leafs in der ersten Playoff-Runde gegen die Philadelphia Flyers aus. An den Flyers scheiterte die Mannschaft auch 2004, dieses Mal in der zweiten Runde.

### Magere Jahre

Das Logo von 1970 bis zum Sommer 2016, der Schriftzug ist in der Schriftart Kabel gesetzt.

2006 erreichten die Leafs zum ersten Mal unter Pat Quinn und trotz einer Aufholjagd zu Saisonende die Play-offs nicht. Dies bildete den Auftakt zu einer erfolglosen Phase, die zu zwei Trainer- und Managerwechseln und zu großen Umwälzungen im Kader führte. Langjährige Spieler wie Darcy Tucker oder Bryan McCabe wurden aus ihren Verträgen ausgekauft oder zu anderen Vereinen transferiert, Kapitän Mats Sundin unterschrieb einen Vertrag bei den Vancouver Canucks. 2009/10 belegten die Leafs den 15. und letzten Platz in der Eastern Conference und Platz 29 in der NHL. Im selben Jahr gewannen die Chicago Blackhawks nach 49 sieglosen Jahren den Stanley Cup. Durch diesen Sieg sind nun die Leafs die NHL-Mannschaft, die die längste Zeit auf den Titel wartet. Zu Beginn der Saison 2012/13 ersetzten die Leafs ihren General Manager Brian Burke durch Dave Nonis. Die durch einen Lockout auf 48 Spiele verkürzte reguläre Spielzeit beendeten sie auf Platz 5 in der Eastern Conference und qualifizierten sich damit erstmals seit 2004 wieder für die Playoffs, wo sie jedoch in der ersten Runde den Boston Bruins mit 3:4 unterlagen. In den Jahren darauf konnte diese Leistung jedoch nicht bestätigt werden, die Playoffs wurden drei Jahre hintereinander verpasst, 2015/16 waren die Leafs sogar das schlechteste Team der Liga.

### Wiederaufbau unter Brendan Shanahan
Anfang 2015 wurde Brendan Shanahan Vorstandsvorsitzender der Organisation, nach Ende der Saison 2014/15 übernahm außerdem Mike Babcock den Posten des Trainers und Lou Lamoriello den des General Managers. Der Wiederaufbau der Mannschaft wurde dabei von den aufgrund des schlechten Abschneidens sehr guten Draftpositionen der Mannschaft unterstützt. Dies erlaubte es den Leafs, Morgan Rielly, William Nylander, Mitchell Marner und Auston Matthews zu draften. Letzterer gewann in der Saison 2016/17 die Calder Trophy als bester Liganeuling. Er war damit der erste Maple Leaf seit Brit Selby 1966, der diese Trophäe gewinnen konnte. Im gleichen Jahr erreichten die Leafs mit einem der jüngsten Kader der Liga wieder die Playoffs. Gegen die favorisierten Washington Capitals schied die Mannschaft jedoch in einer sehr umkämpften Serie (fünf Spiele gingen in die Verlängerung) mit 2:4 aus. 2017/18 schafften die Leafs mit 105 Punkten und 49 Siegen ihre statistisch beste Saison seit der Einführung der 82-Spiele-Saison. In den Playoffs schieden sie jedoch wieder in der ersten Runde aus, dieses Mal mit 3:4 gegen die Boston Bruins. Auch in den folgenden vier Saisons kamen die Leafs nicht über die erste Playoffrunde hinaus. Eine Besonderheit war dabei die Saison 2020/21. Die Beschränkungen im Zuge der COVID-19-Pandemie zwangen die NHL zu einer Umstrukturierung der Divisions. Die Maple Leafs spielten in dieser Saison gemeinsam mit den anderen kanadischen Teams in der North Division, die sie nach einer 56 Spiele umfassenden regulären Saison gewinnen konnten. Dies stellte den ersten Divisionstitel der Mannschaft seit 1999/2000 dar. In der Saison 2022/23 gelang den Maple Leafs erstmals seit langem wieder ein Sieg in der ersten Playoffrunde (4:2 gegen die Tampa Bay Lightning), sie unterlagen jedoch in der zweiten Runde den Florida Panthers mit 1:4. Im Jahr danach scheiterten die Leafs in Runde eins an den Boston Bruins. Die Runde wurde erst in der Verlängerung des siebten Spiels durch ein Tor von David Pastrňák entschieden. In der 2024/25 konnten sich die Maple Leafs wieder für die Playoffs qualifizieren und dabei die Atlantic Division gewinnen. Mit 108 Punkten und 52 Siegen übertrafen sie dabei ihre bisherige Bestmarke aus der Saison 2017/18. In den Playoffs besiegten sie die Ottawa Senators mit 4:2 in der ersten Runde, unterlagen in der zweiten Runde jedoch den Florida Panthers mit 3:4.

## Spielstätten

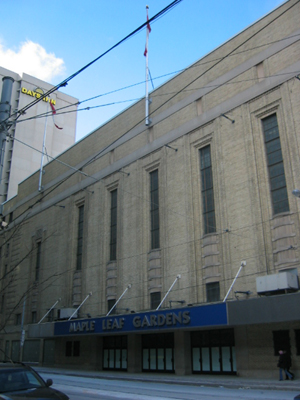
Die Maple Leaf Gardens, Heimat der Leafs von 1931 bis 1999

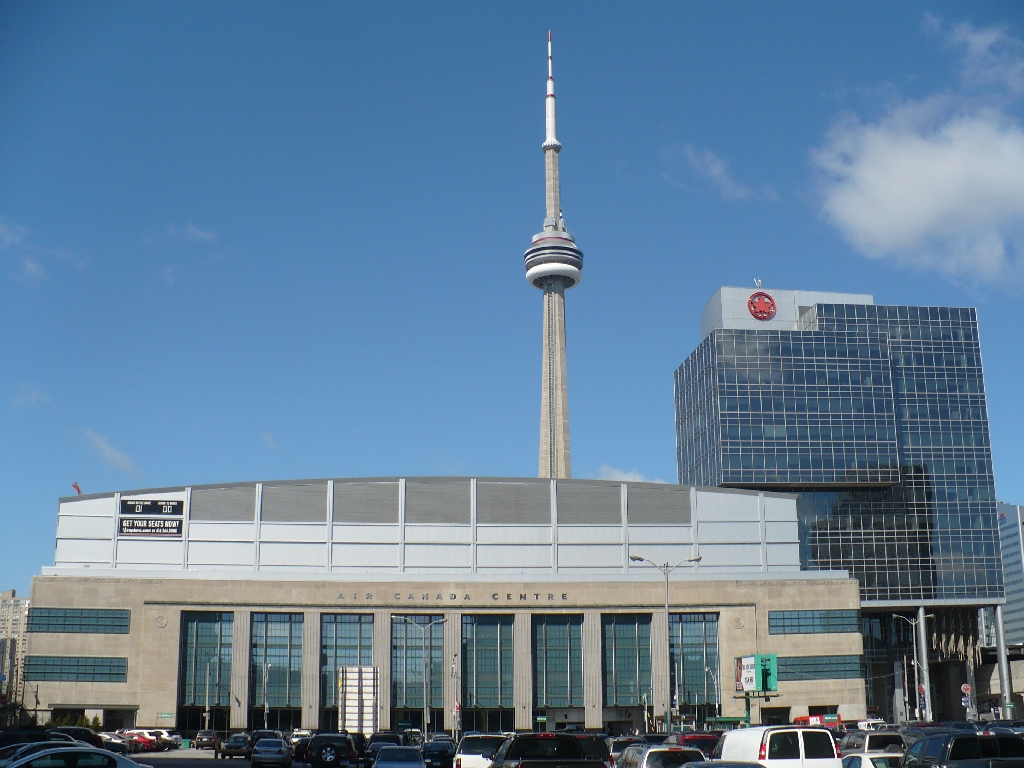
Air Canada Centre

Die Maple Leafs tragen ihre Heimspiele seit 1999 in der Scotiabank Arena aus, einer 18.819 Zuschauer fassenden Multifunktionsarena, die bis 2018 den Namen „Air Canada Centre“ trug. Die Namensrechte an der Arena hielt die kanadische Fluggesellschaft Air Canada seit Eröffnung der Halle, diese galten noch bis 2019. Das Unternehmen bezahlte für die gesamte Dauer von 20 Jahren 30 Millionen US-Dollar.
In den frühen Jahren spielten die Teams in Toronto in der 1912 erbauten Gardens Arena, die 8.000 Zuschauern Platz bot. Die weitere Geschichte der Leafs war lange Jahre eng mit ihrem Stadion, der Maple Leaf Gardens, verbunden. Erbaut Anfang der 1930er Jahre unter dem damaligen Eigentümer Conn Smythe war die Arena – mit einer Kapazität von 16.005 nach dem letzten Umbau – zwischen 1946 und 1999 in jedem Spiel ausverkauft und trug maßgeblich zum Ruf Torontos als das „Mekka des Eishockeysports“ bei.
Einen großen Anteil am Bau des neuen Air Canada Centre hatte die National Basketball Association, die mit den Toronto Raptors ein Basketballteam in Toronto ansiedelte. Eröffnet wurde die Arena am 20. Februar 1999 mit dem Spiel zwischen den Maple Leafs und ihren großen Rivalen, den Montréal Canadiens. Über das Jahr hinweg finden im Air Canada Centre rund 300 Veranstaltungen statt, was die Halle zu einer der Arenen mit der größten Auslastung in Nordamerika macht.

## Besitzer und Farmteams
Derzeitiger Besitzer der Mannschaft ist die Maple Leaf Sports & Entertainment Ltd. (MLSE). Die Gesellschaft besitzt neben den Leafs auch die NBA-Mannschaft Toronto Raptors (das einzige kanadische NBA-Team), das Air Canada Centre sowie mehrere TV-Kanäle, wie zum Beispiel Leafs TV. Die MLSE wiederum ist mehrheitlich im Besitz eines Rentenfonds für Lehrer in Ontario (Ontario Teachers' Pension Plan).
Das Farmteam der Leafs sind die sich ebenfalls im MLSE-Besitz befindlichen Toronto Marlies aus der American Hockey League (AHL). Vor der AHL-Saison 2005/06 zogen die St. John’s Maple Leafs nach Toronto um, da diese in Toronto mit dem nahegelegenen Ricoh Coliseum ein Stadion und einen schnelleren Zugriff auf die Talente hatten. Die St. John’s Maple Leafs spielten 15 Jahre in St. John’s, Neufundland; allerdings waren die Zuschauerzahlen über die Jahre gesunken und von 2001/02 bis 2004/05 lag der Schnitt immer unter 3500 Fans. Die Farmteams werden von den Franchises der NHL unter anderem dazu benutzt, Nachwuchsspieler und Rookies auszubilden und auf die NHL-Spiele vorzubereiten. Den Nachwuchs beziehen die Leafs dabei, wie die anderen Vereine, vor allem über den NHL Entry Draft, einer jährlichen Veranstaltung, bei der sich Mannschaften der National Hockey League die Rechte an hoffnungsvollen Nachwuchsspielern sichern können.

## Diverses

Das derzeitige Alternativlogo der Leafs fungierte von 1938 bis 1967 als Hauptlogo des Franchise.

### Fans
Die Toronto Maple Leafs zählen nicht nur zu den traditionsreichsten, sondern auch zu den beliebtesten Vereinen im nordamerikanischen Eishockey und haben eine der größten Fangemeinden der NHL. Da die Leafs von 1938 bis 1970 die einzige Mannschaft aus dem englischsprachigen Teil Kanadas im Rennen um den Stanley Cup waren, haben sie auch in anderen kanadischen NHL-Städten eine große Fanbasis. Im Jahr 2009 waren sie die Mannschaft mit den höchsten TV-Einschaltquoten. Laut einer Erhebung des Forbes-Magazins aus dem Jahr 2010 waren die Maple Leafs mit einem Wert von 505 Millionen Dollar das wertvollste Franchise der Liga und hatten im selben Jahr auch die höchsten Einkünfte aller Mannschaften.

### Maskottchen
Das Maskottchen der Toronto Maple Leaf ist der Eisbär Carlton, the Bear. Benannt nach der Straße, an der die Maple Leaf Gardens liegt, trat Carlton am 10. Oktober 1995 beim Spiel gegen die New York Islanders erstmals auf. 2009 kamen Gerüchte auf, wonach das Maskottchen wieder abgeschafft werden sollte, was vonseiten der Organisation allerdings dementiert wurde.

### Rivalitäten

#### Toronto und Montreal

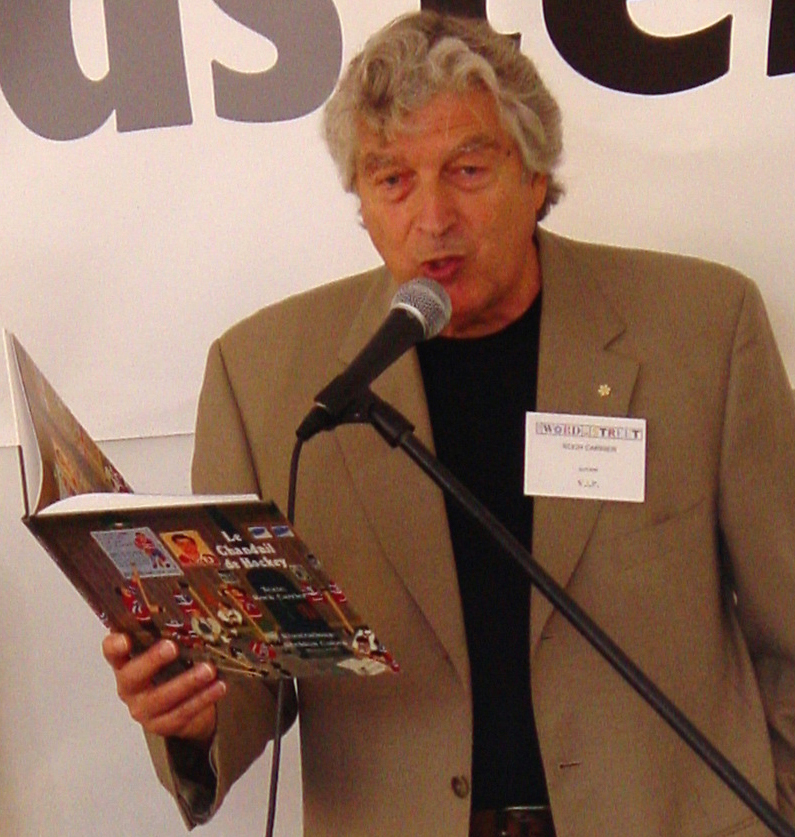
Roch Carrier, Autor der Kurzgeschichte Le chandail de hockey

Zwischen den Toronto Maple Leafs und den Montréal Canadiens besteht eine langanhaltende Rivalität. Zum einen sind die Canadiens mit 24 Stanley-Cup-Siegen Rekordsieger, während die Leafs mit 13 Erfolgen dahinter auf dem zweiten Platz rangieren. Fünfmal trafen die beiden Mannschaften im Finale um den Cup aufeinander, wobei die Leafs dreimal (1947, 1951 und 1967), die Canadiens zweimal (1959 und 1960) gewannen. Darüber hinaus waren Habs und Leafs während der Original Six-Phase der NHL die beiden einzigen kanadischen Mannschaften im Rennen um den Stanley Cup. Die Tatsache, dass Toronto im englischsprachigen Ontario, Montreal dagegen im französischsprachigen Québec liegt, gibt der Rivalität zwischen den beiden Mannschaften noch zusätzliche Dynamik und Emotionalität. Der Gegensatz zwischen den beiden Mannschaften wird deswegen auch als Beispiel dafür angesehen, wie Eishockey in Kanada auch dazu dient, kulturelle, soziale und sprachliche Rivalitäten auf friedvolle Weise zu kanalisieren. Die Rivalität zwischen „Leafs“ und „Habs“ ist auch Gegenstand von Roch Carriers Kurzgeschichte Le chandail de hockey. Carrier erzählt darin, wie er als kleiner Junge statt des von ihm gewünschten Canadiens-Trikots ein Trikot der Maple Leafs erhielt und in der Folge von seinen Freunden geschnitten wurde. Ein Zitat aus Carriers Kurzgeschichte ist auf dem kanadischen Fünf-Dollar-Schein abgedruckt.

#### „Battle of Ontario“
Seit dem Umzug der Ottawa Senators nach St. Louis im Jahr 1934 hatte es außer den Maple Leafs keine NHL-Mannschaft mehr in der kanadischen Provinz Ontario gegeben. Dies änderte sich 1992, als ein neues Franchise unter dem Namen Ottawa Senators den Spielbetrieb aufnahm. Seit der Saison 1998/99 spielen die beiden Mannschaften außerdem in der gleichen Division, sodass sie regelmäßig aufeinander treffen, und insbesondere Anfang der 2000er Jahre spielten Leafs und Senators mehrere Playoff-Serien gegeneinander. Dies und die Tatsache, dass noch immer eine große Maple-Leafs-Fangemeinde in Ottawa besteht, haben dafür gesorgt, dass die Duelle zwischen beiden Mannschaften inzwischen als „Schlacht von Ontario“ (Battle of Ontario) bekannt sind und zu einer der großen Rivalitäten in der NHL gezählt werden.

Heimtrikot (seit 2007)
Auswärtstrikot (seit 2007)

### Aktuelles Trikotdesign
Die Toronto Maple Leafs spielen traditionell in den Teamfarben entsprechenden blauen und weißen Trikots, signifikant sind hierbei jeweils zwei Streifen auf dem Ärmel in Höhe des Ellenbogens in der jeweils anderen Teamfarbe. Beim blauen Trikot sind diese Streifen somit weiß, auf dem weißen Trikot befinden sich blaue Balken. Auf der Brust befindet sich, wie bei allen NHL-Franchises üblich, das Teamlogo, allerdings ebenfalls in der jeweiligen Farbe der Ärmelstreifen.
Zur Saison 2007/08 kehrten die Maple Leafs zu einer schlichten Trikotgestaltung zurück, die stark an das des Teams zur Zeit der Original Six erinnert. In den Jahren zuvor hatte sich ein komplexeres Design entwickelt. Dies stand im Gegensatz zur Entwicklung bei anderen Teams der Original Six, bei denen die Gestaltung der Ausrüstung nur minimal oder gar nicht geändert wurde. Nach den Vorschriften der Liga muss das Heimtrikot seit 2003 in einer dunklen, das Auswärtstrikot in einer hellen Grundfarbe gestaltet sein. Für die Maple Leafs bedeutet dies, dass das Team bei Heimspielen in den blauen, bei Auswärtsspielen in den weißen Trikots antritt.

## Erfolge und Ehrungen

### Sportliche Erfolge
| Stanley Cups | Stanley Cups                       |
| Saison | Saison                             |
| --- | ---------------------------------- |
| 1917/18*, 1921/22*, 1931/32, 1941/42, 1944/45, 1946/47, 1947/48, 1948/49, 1950/51, 1961/62, 1962/63, 1963/64, 1966/67 |                                    |
| Bestes Team der regulären Saison | Saison                             |
| Prince of Wales Trophy | 1947/48**, 1962/63**               |
| Division Championships | Saison                             |
| Canadian Division | 1932/33, 1933/34, 1934/35, 1937/38 |
| Northeast Division | 1999/00                            |
| North Division | 2020/21                            |
| Atlantic Division | 2024/25                            |
| * Die ersten beiden Stanley Cups wurden, respektive, vom Toronto Hockey Club und den Toronto St. Patricks gewonnen * In der Zeit der „Original Six“ wurde in nur einer Division gespielt. Das beste Team der regulären Saison erhielt die Prince of Wales Trophy. |                                    |

Die Toronto Maple Leafs standen weitere acht Mal erfolglos im Finale, zuletzt 1960.

Banner für Stanley-Cup-Siege
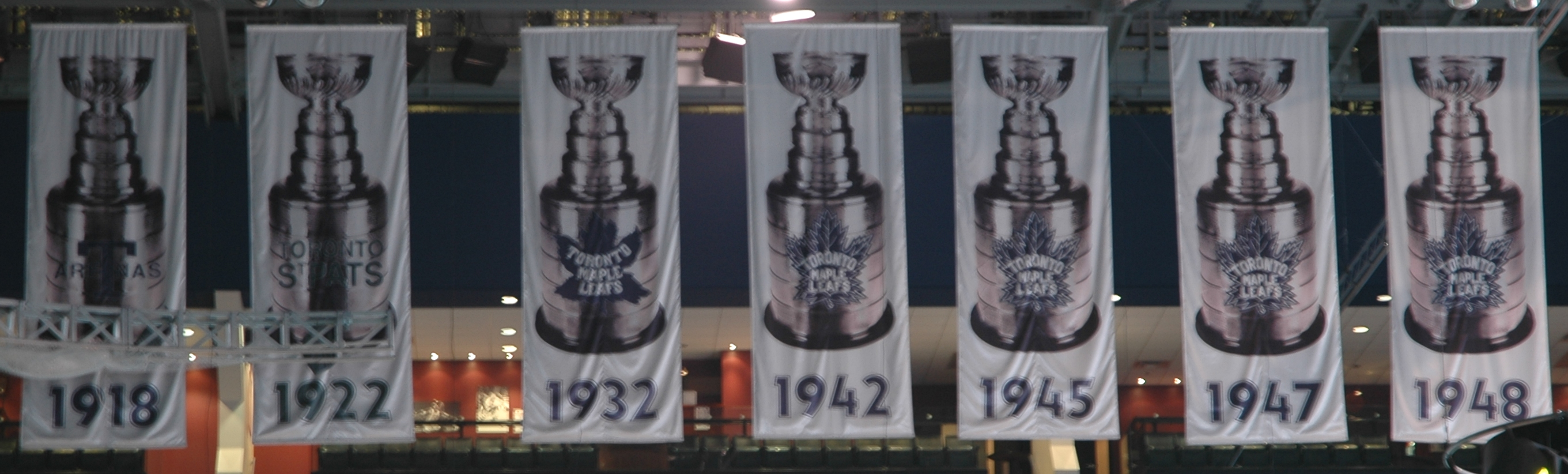
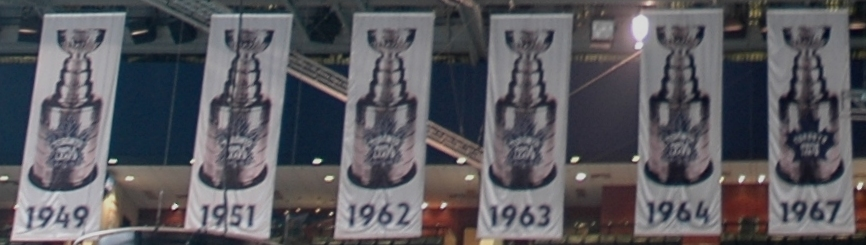

### Spielertrophäen
| NHL-Topscorer vor Einführung der Art Ross Trophy 1948 - Babe Dye: 1922/23, 1924/25 - Ace Bailey: 1928/29 - Busher Jackson: 1931/32 - Charlie Conacher: 1933/34, 1934/35 - Gordie Drillon: 1937/38 Bill Masterton Memorial Trophy Ausdauer, Hingabe und Fairness im und für das Eishockey werden seit 1968 mit der Bill Masterton Memorial Trophy ausgezeichnet. Einziger Gewinner aus den Reihen der Maple Leafs ist Jason Blake, der 2007/08 trotz schwerer Krankheit alle 82 Spiele der Mannschaft bestritt und dabei 15 Tore und 52 Punkte erzielte. - Jason Blake: 2007/08 Calder Memorial Trophy Die Calder Memorial Trophy wird Jahr für Jahr an den besten Rookie der Liga vergeben. Die Maple Leafs sind hier mit bisher zehn geehrten Rookies die bisher erfolgreichste Mannschaft. - Syl Apps: 1936/37 - Gaye Stewart: 1942/43 - Gus Bodnar: 1943/44 - Frank McCool: 1944/45 - Howie Meeker: 1946/47 - Frank Mahovlich: 1957/58 - Dave Keon: 1960/61 - Kent Douglas: 1962/63 - Brit Selby: 1965/66 - Auston Matthews: 2016/17 Conn Smythe Trophy Die Auszeichnung für den wertvollsten Spieler der NHL-Playoffs wurde 1964 auf Initiative der Maple Leaf Gardens Limited eingeführt, um damit den langjährigen Besitzer, Funktionär und Trainer der Leafs, Conn Smythe, zu ehren. Einziger Gewinner aus den Reihen der Maple Leafs ist Dave Keon in der Saison 1966/67. - Dave Keon: 1966/67 Frank J. Selke Trophy Die Frank J. Selke Trophy wird für den Stürmer mit dem besten Defensivverhalten verliehen. Mit Frank J. Selke ist sie ebenfalls nach einem ehemaligen General Manager der Leafs benannt. - Doug Gilmour: 1992/93 Hart Memorial Trophy Die Hart Memorial Trophy wird seit 1924 für den wertvollsten Spieler in der regulären Saison vergeben. - Babe Pratt: 1943/44 - Ted Kennedy: 1954/55 - Auston Matthews: 2021/22 Jack Adams Award Seit 1974 wird der Jack Adams Award an den Trainer verliehen, der am Erfolg seiner Mannschaft den größten Anteil hatte. Bei den Leafs gelang dies bisher nur Pat Burns in der Saison 1992/93, als die Leafs bis in das Conference-Finale vordrangen. Pat Quinn konnte die Auszeichnung 1999 fast erringen und belegte Platz 2 hinter Jacques Martin von den Ottawa Senators. - Pat Burns: 1992/93 | King Clancy Memorial Trophy Für soziales Engagement und Führungsqualitäten auf als auch abseits der Eisfläche wird die King Clancy Memorial Trophy verliehen. Benannt ist sie nach King Clancy, der während seiner Karriere auch 7 Jahre für die Leafs spielte. Einziger Gewinner aus den Reihen der Leafs ist bisher Curtis Joseph, der die Auszeichnung 2000 für sein soziales Engagement vor allem für kranke Kinder erhielt: Josephs Initiative „Cujo’s Kids“ vermittelte beste Eintrittskarten für Heimspiele der Leafs an schwerkranke Kinder, und „Cujo’s Crease“ richtete in einem Kinderkrankenhaus einen Raum ein, der dem Umkleideraum der Maple Leafs nachgeahmt war. Joseph war der erste Torhüter, der mit der Trophäe geehrt wurde. - Curtis Joseph: 1999/00 Lady Byng Memorial Trophy Die Lady Byng Memorial Trophy ehrt den Spieler der Liga, der sich durch sein vorbildliches Benehmen und seinen hohen sportlichen Standard am meisten auszeichnet. Bisher konnten sieben Spieler der Leafs die Trophäe gewinnen, zuletzt Alexander Mogilny im Jahr 2003. Sid Smith wurde zweimal mit der Lady Byng Memorial Trophy geehrt. - Joe Primeau: 1931/32 - Gordie Drillon: 1937/38 - Syl Apps: 1941/42 - Sid Smith: 1951/52, 1954/55 - Red Kelly: 1960/61 - Dave Keon: 1961/62, 1962/63 - Alexander Mogilny: 2002/03 Lester Patrick Trophy Mit der Lester Patrick Trophy werden besondere Verdienste um das amerikanische Eishockey geehrt. - Terry Sawchuk: 1970/71 Maurice Richard Trophy Die Maurice Richard Trophy erhält seit 1999 der beste Torschütze der NHL. Einziger Gewinner aus den Reihen der Maple Leafs ist Auston Matthews in den Saisons 2020/21 und 2021/22. - Auston Matthews: 2020/21, 2021/22, 2023/24 Ted Lindsay Award Der Ted Lindsay Award wird seit 1971 an den wertvollsten Spieler in der regulären Saison vergeben, der von den Spielern gewählt wird. - Auston Matthews: 2021/22 Vezina Trophy Die Vezina Trophy wird seit 1927 an den besten Torwart der Liga verliehen. Vier Spieler der Leafs wurden einzeln mit ihr ausgezeichnet, während Terry Sawchuk und Johnny Bower die Trophäe 1965 gemeinsam erhielten. - Turk Broda: 1940/41, 1947/48 - Al Rollins: 1950/51 - Harry Lumley: 1953/54 - Johnny Bower: 1960/61 - Terry Sawchuk & Johnny Bower: 1964/65 Mark Messier Leadership Award - Mats Sundin: 2007/08 |

### NHL All-Star Game-Nominierungen
Aus den Reihen der Maple Leafs standen 98 Feldspieler und elf Torhüter im Kader bei einem All-Star-Game. Dabei sind auch die drei Benefizspiele berücksichtigt, die vor der Einführung des NHL All-Star Games ausgetragen wurden. Die Feldspieler kamen zu 234 Einsätzen, bei denen ihnen 48 Tore und 79 Vorlagen gelangen. Die Torhüter bringen zusätzlich noch 19 Einsätze mit ein. Zu berücksichtigen ist dabei, dass die Maple Leafs sowohl 1934 beim Ace Bailey Benefit Game, aber zwischen 1947 und 1968 auch sieben Mal als Stanley-Cup-Sieger mit ihrem gesamten Team antraten. 47 Spieler kamen nur im Team der Maple Leafs zum Einsatz. Drei Rookies oder Sophomores der Maple Leafs standen im Kader des YoungStars Game, das von 2002 bis 2009 ausgetragen wurde.

### Franchiserekorde
Im Folgenden werden ausgewählte Spielerrekorde des Franchise sowohl über die gesamte Karriere als auch über einzelne Spielzeiten aufgeführt.

#### Karriere
|                                   | Name            | Anzahl                                     |
| --------------------------------- | --------------- | ------------------------------------------ |
| Meiste Spiele                     | Chief Armstrong | 1.188 (in 21 Spielzeiten)                  |
| Meiste aufeinanderfolgende Spiele | Tim Horton      | 486 (11. Februar 1961 bis 4. Februar 1968) |
| Meiste Tore                       | Mats Sundin     | 420                                        |
| Meiste Vorlagen                   | Börje Salming   | 620                                        |
| Meiste Punkte                     | Mats Sundin     | 987 (420 Tore + 567 Vorlagen)              |
| Meiste Strafminuten               | Tie Domi        | 2.265                                      |
| Meiste Shutouts                   | Turk Broda      | 62                                         |

#### Saison
|                               | Name              | Anzahl                      | Saison  |
| ----------------------------- | ----------------- | --------------------------- | ------- |
| Meiste Tore                   | Auston Matthews   | 69                          | 2023/24 |
| Meiste Vorlagen               | Doug Gilmour      | 95                          | 1992/93 |
| Meiste Punkte                 | Doug Gilmour      | 127 (32 Tore + 95 Vorlagen) | 1992/93 |
| Meiste Punkte als Rookie      | Auston Matthews   | 69 (40 Tore + 29 Vorlagen)  | 2016/17 |
| Meiste Punkte als Verteidiger | Ian Turnbull      | 79 (22 Tore + 57 Vorlagen)  | 1976/77 |
| Meiste Strafminuten           | Tie Domi          | 365                         | 1997/98 |
| Meiste Siege als Torhüter     | Frederik Andersen | 38                          | 2017/18 |

### Nationale Würdigung
In Kanada wird die Gründung der Mannschaft dadurch gewürdigt, dass dieses Ereignis, in Verbindung mit der späteren Bedeutung der Mannschaft für den Eishockeysport, von der kanadischen Bundesregierung am 27. Februar 2018 zu einem „nationalen historischen Ereignis“ erklärt wurde.

## Trainer und General Manager
In der inzwischen mehr als 80 Jahre währenden Geschichte der Maple Leafs hatte die Mannschaft 35 verschiedene Trainer. Am erfolgreichsten war dabei Hap Day, der die Leafs von 1940 bis 1950 zu insgesamt fünf Stanley-Cup-Siegen führte. Eine weitere „Trainerlegende“ der Leafs war Punch Imlach, der die Mannschaft zweimal, von 1959 bis 1969 und von 1979 bis 1981 trainierte. Unter ihm gewannen die Leafs ihre bis heute letzten vier Cups. Bei jeweils einem Sieg waren Joe Primeau (1950/51), Dick Irvin (1931/32), George O’Donoghue (1921/22 als St. Patricks) und Dick Carroll (1917/18 als Arenas) als Trainer verantwortlich.
Seit der Saison 2012/13 war Dave Nonis der General Manager der Toronto Maple Leafs. Nonis war der vierzehnte General Manager in der Geschichte der Mannschaft, wobei zwei Manager das Team mehrmals betreuten (Cliff Fletcher, 1991–1997 und interimsmäßig 2007/08 sowie Punch Imlach 1958–1969 und 1979–1981). Am längsten amtierte Conn Smythe, der das Amt des General Manager zwischen 1927 und 1957 dreißig Jahre lang bekleidete. Mit sieben Stanley-Cup-Triumphen in dieser Zeit ist Smythe auch der erfolgreichste General Manager der Leafs, gefolgt von Punch Imlach (4) und Charles Querrie (2).
Nonis wurde nach der Saison 2014/15 samt Interimstrainer Peter Horachek entlassen, sodass beide Positionen vorerst vakant waren. Bald darauf wurden Mike Babcock als neuer Cheftrainer und Lou Lamoriello als neuer GM vorgestellt. Lamoriellos Vertrag als General Manager wurde nach der Saison 2017/18 nicht verlängert, Nachfolger wurde Kyle Dubas, der wiederum nach der Saison 2022/23 durch Brad Treliving ersetzt wurde.

## Spieler

### Kader der Saison 2024/25
Stand: 8. März 2025
| Nr. | Nat.                      | Spieler              | Pos. | Geburtsdatum       | in Org. seit | Geburtsort                               |
| --- | ------------------------- | -------------------- | ---- | ------------------ | ------------ | ---------------------------------------- |
| 30  | Kanada                    | Matt Murray          | G    | 25. Mai 1994       | 2022         | Thunder Bay, Ontario, Kanada             |
| 41  | Vereinigte Staaten        | Anthony Stolarz      | G    | 20. Januar 1994    | 2024         | Edison, New Jersey, USA                  |
| 60  | Vereinigte Staaten        | Joseph Woll          | G    | 12. Juli 1998      | 2019         | Dardenne Prairie, Missouri, USA          |
| 2   | Kanada                    | Simon Benoît         | D    | 19. September 1998 | 2023         | Laval, Québec, Kanada                    |
| 25  | Vereinigte Staaten        | Brandon Carlo        | D    | 26. November 1996  | 2025         | Colorado Springs, Colorado, USA          |
| 95  | Schweden                  | Oliver Ekman Larsson | D    | 17. Juli 1991      | 2024         | Karlskrona, Schweden                     |
| 28  | Finnland                  | Jani Hakanpää        | D    | 31. März 1992      | 2024         | Kirkkonummi, Finnland                    |
| 22  | Vereinigte Staaten        | Jake McCabe          | D    | 12. Oktober 1993   | 2023         | Eau Claire, Wisconsin, USA               |
| 44  | Kanada                    | Morgan Rielly – A    | D    | 9. März 1994       | 2013         | West Vancouver, British Columbia, Kanada |
| 8   | Kanada                    | Christopher Tanev    | D    | 20. Dezember 1989  | 2024         | Toronto, Ontario, Kanada                 |
| 11  | Kanada                    | Max Domi             | LW   | 2. März 1995       | 2023         | Winnipeg, Manitoba, Kanada               |
| 29  | Schweden                  | Pontus Holmberg      | RW   | 9. März 1999       | 2021         | Västerås, Schweden                       |
| 19  | Schweden                  | Calle Järnkrok       | C    | 25. September 1991 | 2022         | Gävle, Schweden                          |
| 64  | Tschechien                | David Kämpf          | C    | 12. Januar 1995    | 2021         | Jirkov, Tschechien                       |
| 23  | Vereinigte Staaten        | Matthew Knies        | LW   | 17. Oktober 2002   | 2023         | Phoenix, Arizona, USA                    |
| 24  | Kanada                    | Scott Laughton       | C    | 30. Mai 1994       | 2025         | Oakville, Ontario, Kanada                |
| 18  | Kanada                    | Steven Lorentz       | C    | 13. April 1996     | 2024         | Kitchener, Ontario, Kanada               |
| 16  | Kanada                    | Mitchell Marner – A  | LW   | 5. Mai 1997        | 2016         | Markham, Ontario, Kanada                 |
| 34  | Vereinigte Staaten Mexiko | Auston Matthews – C  | C    | 17. September 1997 | 2016         | San Ramon, Kalifornien, USA              |
| 74  | Kanada                    | Bobby McMann         | C    | 15. Juni 1996      | 2022         | Wainwright, Alberta, Kanada              |
| 88  | Kanada Schweden           | William Nylander     | C    | 1. Mai 1996        | 2016         | Calgary, Alberta, Kanada                 |
| 67  | Vereinigte Staaten        | Max Pacioretty       | LW   | 20. November 1988  | 2024         | New Canaan, Connecticut, USA             |
| 75  | Kanada                    | Ryan Reaves          | RW   | 20. Januar 1987    | 2023         | Winnipeg, Manitoba, Kanada               |
| 89  | Vereinigte Staaten        | Nicholas Robertson   | LW   | 11. September 2001 | 2019         | Pasadena, Kalifornien, USA               |
| 91  | Kanada                    | John Tavares – A     | C    | 20. September 1990 | 2018         | Mississauga, Ontario, Kanada             |

### Mannschaftskapitäne
Im Verlauf der Geschichte der Maple Leafs trugen 18 Spieler das „C“ des Mannschaftskapitäns. Während zwei Perioden, von 1986 bis 1989 und von 2008 bis 2010, war das Kapitänsamt vakant geblieben. Erster Kapitän der Mannschaft war Hap Day, der die Leafs von 1927 bis 1937 anführte. Day wurde später auch Trainer und stellvertretender Manager der Mannschaft und gewann in diesen Funktionen insgesamt sieben Stanley Cups, allerdings nur einen als Spieler. Mit zehn Jahren war Day auch lange Zeit der Kapitän mit der längsten Amtszeit; inzwischen wurde er hierin aber von Mats Sundin übertroffen, der die Leafs von 1997 bis 2008, also elf Jahre lang anführte. Weitere langjährige Kapitäne waren Ted Kennedy (1948–1955), Chief Armstrong (1957–1969), Dave Keon (1969–1975) und Darryl Sittler (1975–1981). Syl Apps bekleidete das Amt zweimal, von 1940–1943 und 1945–1948. Die zweijährige Unterbrechung bei ihm ergab sich, weil er sich nach der Saison 1942/43 freiwillig zur Kanadischen Armee meldete und zwei Jahre während des Zweiten Weltkrieges in ihr diente.
Von 2010 bis Februar 2016 fungierte Dion Phaneuf als Kapitän der Mannschaft, der durch ein Tauschgeschäft mit den Calgary Flames zu den Leafs gekommen war und am 14. Juni 2010 zum neuen Kapitän ernannt wurde, womit eine zweijährige Vakanz seit dem Weggang von Mats Sundin endete. Im Februar 2016 wechselte Phaneuf zu den Ottawa Senators, sodass das Amt vorerst vakant blieb. Mit Beginn der neuen Spielzeit 2016/17 liefen die Maple Leafs mit vier gleichberechtigten Assistenzkapitänen auf: Tyler Bozak, Matt Hunwick, Leo Komarov und Morgan Rielly. Mit dem Abgang von Hunwick nach Pittsburgh wurden daraus zur Saison 2017/18 derer drei. Fest vergeben wurde das Amt erst wieder zu Beginn der Spielzeit 2019/20, an John Tavares, der im Vorjahr von den New York Islanders nach Toronto gekommen war. Dieser übergab das „C“ auf der Brust im Sommer 2024 an Auston Matthews.
| Jahr      | Name             |
| --------- | ---------------- |
| 1927–1937 | Hap Day          |
| 1937–1938 | Charlie Conacher |
| 1938–1940 | Red Horner       |
| 1940–1943 | Syl Apps         |
| 1943–1945 | Bob Davidson     |
| 1945–1948 | Syl Apps         |
| 1948–1955 | Ted Kennedy      |
| 1955–1956 | Sid Smith        |
| 1956–1957 | Jimmy Thomson    |
| 1956–1957 | Ted Kennedy      |
| 1957–1969 | Chief Armstrong  |
| 1969–1975 | Dave Keon        |

| Jahr      | Name            |
| --------- | --------------- |
| 1975–1981 | Darryl Sittler  |
| 1981–1986 | Rick Vaive      |
| 1986–1989 | kein Kapitän    |
| 1989–1991 | Rob Ramage      |
| 1991–1994 | Wendel Clark    |
| 1994–1997 | Doug Gilmour    |
| 1997–2008 | Mats Sundin     |
| 2008–2010 | kein Kapitän    |
| 2010–2016 | Dion Phaneuf    |
| 2016–2019 | kein Kapitän    |
| 2019–2024 | John Tavares    |
| seit 2024 | Auston Matthews |

### Mitglieder der Hockey Hall of Fame
Derzeit sind 64 ehemalige Spieler Toronto Maple Leafs, St. Patricks und Arenas Mitglieder der Hockey Hall of Fame, mehr als von jeder anderen Mannschaft. Den Anfang machte dabei der Verteidiger Eddie Gerard, der 1922 für ein Spiel der Finalserie im Team der St. Patricks gespielt hatte und 1945 in die Hall of Fame aufgenommen wurde. Der letzte Leafs-Spieler, die mit einer Aufnahme geehrt wurde, war Tom Barrasso im Jahre 2023.

### Gesperrte Trikotnummern
| Nr. | Name                     | Sperrungsdatum             |
| --- | ------------------------ | -------------------------- |
| 1   | Turk Broda               | 15. Oktober 2016           |
| 1   | Johnny Bower             | 15. Oktober 2016           |
| 4   | Hap Day                  | 15. Oktober 2016           |
| 4   | Red Kelly                | 15. Oktober 2016           |
| 5   | Bill Barilko             | 17. Oktober 1992           |
| 6   | Ace Bailey               | 14. Februar 1934           |
| 7   | King Clancy              | 15. Oktober 2016           |
| 7   | Tim Horton               | 15. Oktober 2016           |
| 9   | Ted Kennedy              | 15. Oktober 2016           |
| 9   | Charlie Conacher         | 28. Februar 1998           |
| 10  | Syl Apps                 | 15. Oktober 2016           |
| 10  | George „Chief“ Armstrong | 15. Oktober 2016           |
| 13  | Mats Sundin              | 15. Oktober 2016           |
| 14  | Dave Keon                | 15. Oktober 2016           |
| 17  | Wendel Clark             | 15. Oktober 2016           |
| 21  | Börje Salming            | 15. Oktober 2016           |
| 27  | Frank Mahovlich          | 15. Oktober 2016           |
| 27  | Darryl Sittler           | 15. Oktober 2016           |
| 93  | Doug Gilmour             | 15. Oktober 2016           |
| 99  | Wayne Gretzky            | 6. Februar 2000 (ligaweit) |

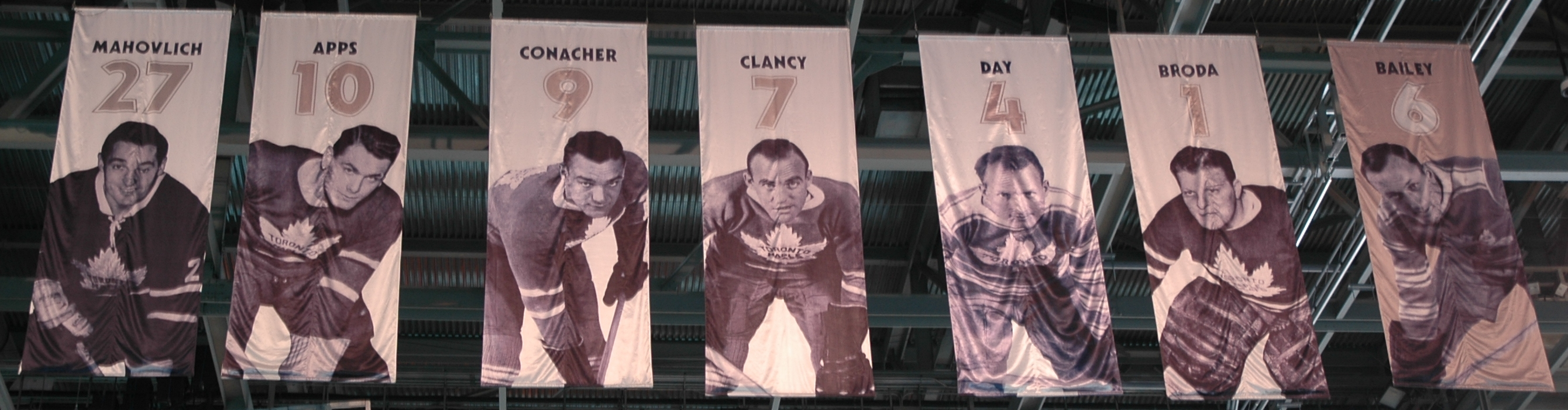
Die lange Zeit einzigen beiden gesperrten Nummern hatten graue Banner.

Bei der Sperrung von Rückennummern für zukünftige Spieler gingen die Leafs lange Zeit restriktiver als andere Teams vor. Nur Spieler, die einen maßgeblichen Beitrag für das Team geleistet haben und durch einen Vorfall als aktiver Spieler für Toronto ihre Karriere beenden mussten, hatten eine Chance, dass ihre Nummer nicht mehr vergeben wird. Bill Barilko, der von 1947 bis 1951 für die Leafs spielte, starb als Spieler der Leafs, Ace Bailey wurde bei einem Spiel so schwer verletzt, dass er nicht wieder auf das Eis zurückkehrte. Von 1926 bis 1933 trug er das Trikot der Maple Leafs.
Als Ersatz führten die Leafs „geehrte Nummern“ (honoured numbers) ein, die ebenso zeremoniell geehrt und mit einem Banner unter dem Hallendach verewigt wurden, allerdings weiterhin an aktuelle Spieler vergeben und somit nicht gesperrt wurden. Von 1995 bis 2009 wurden auf diese Weise 16 ehemaliger Akteure honoriert:
Die beiden ersten, denen dieser Ehre zuteilwurde, waren Ted Kennedy (1943–1957) und Syl Apps (1937–1948). Im März 1995 folgten die beiden ehemaligen Torhüter Turk Broda (1937–1952) und Johnny Bower (1959–1970), die beide die Nummer 1 trugen. Zwei weitere Spieler kamen im November 1995 hinzu. Jeweils mit der Nummer 7 hatten King Clancy (1931–1937 als Spieler und 1953–1956 als Trainer) und Tim Horton (1950–1970) gespielt. Drei Jahre später kamen mit George „Chief“ Armstrong (1950–1971 als Spieler und 1988–1989 als Trainer) und Charlie Conacher (1930–1938) zwei weitere Spieler hinzu, die in den erfolgreichen Jahren der Leafs aktiv waren.

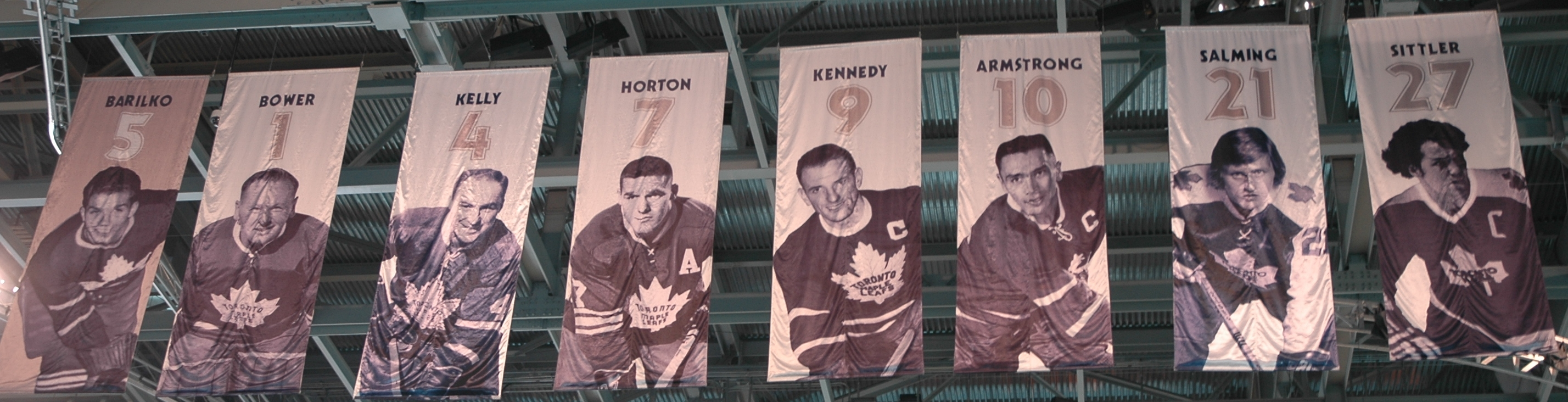
Weitere geehrte (und später gesperrte) Rückennummern.

Die beiden Spieler mit der Nummer 27 Frank Mahovlich (1957–1968) und Darryl Sittler (1971–1982) waren in Toronto weniger erfolgreich. Mahovlich hatte Schwierigkeiten mit seinem Trainer Punch Imlach, zu Sittlers Zeiten war das Team zu schwach, um an die erfolgreichen 40er und 60er Jahre anknüpfen zu können. 2006 bedachten die Leafs mit Hap Day (1924–1937 als Spieler und 1940–1950 als Trainer) und Red Kelly (1960–1967 als Spieler und 1973–1977 als Trainer) noch einmal zwei Personen, die in den frühen Jahren eine wichtige Rolle bei den Leafs gespielt hatten. Gleichzeitig wurde mit dem schwedischen Verteidiger Börje Salming (1973–1989) der erste europäische Star im Team ausgezeichnet.
Im Laufe der Saison 2008/09 wurden zwei Spieler aus den 1990er Jahren in diese Liste mit aufgenommen. Wendel Clark (1985–1994, 1995–1998 und 1999–2000) und Doug Gilmour (1991–1997 und 2002–2003) waren die Publikumslieblinge bei den Leafs. Der letzte, dem diese Ehre zuteilwurde, war der Schwede Mats Sundin. Die Honorierung der Trikotnummer 13 fand am 11. Februar 2012 statt.
Im Oktober 2016, zum hundertjährigen Bestehen des Franchise, wurden diese 16 Spieler (samt „Neuzugang“ Dave Keon) doch mit einer Sperrung ihrer Rückennummer geehrt. Damit wurden die Leafs mit einem Mal zu dem NHL-Franchise, das die meisten Alumni (19) auf diese Weise honoriert.
Außerdem ist die „99“ von Wayne Gretzky im Jahre 2000 ligaweit gesperrt worden.